# Красниковское сельское поселение (Кромской район)
Красниковское сельское поселение — муниципальное образование в Кромском районе Орловской области России. Административный центр — деревня Рассоховец.
Создано в 2004 году в границах одноимённого сельсовета. Расположено на юго-западе района.

## Население
| 2010 | 2012 | 2013 | 2014 | 2015 | 2016 | 2017 |
| ---- | ---- | ---- | ---- | ---- | ---- | ---- |
| 268  | ↘261 | ↘259 | ↘248 | ↘231 | ↘221 | ↘217 |
| 2018 | 2019 | 2020 | 2021 | 2023 |      |      |
| ↘208 | ↘194 | ↘188 | ↗224 | ↘214 |      |      |

## Населённые пункты
В состав сельского поселения (сельсовета) входят 8 населённых пунктов:
| № | Населённый пункт | Тип     | Население (чел.) |
| - | ---------------- | ------- | ---------------- |
| 1 | Гугнявка         | деревня | 30               |
| 2 | Жирятино         | деревня | 10               |
| 3 | Красниково       | село    | 30               |
| 4 | Неживка          | деревня | 5                |
| 5 | Пузеево          | деревня | ↘60              |
| 6 | Рассоховец       | деревня | ↘110             |
| 7 | Топково          | село    | 11               |
| 8 | Шепелево         | деревня | 12               |